# Myzodium modestum
Myzodium modestum är en insektsart som först beskrevs av Hottes 1926.  Myzodium modestum ingår i släktet Myzodium och familjen långrörsbladlöss. Arten är reproducerande i Sverige. Inga underarter finns listade i Catalogue of Life.